# Méliphage à ventre fauve
Xanthotis flaviventer
Espèce
Statut de conservation UICN

 LC  : Préoccupation mineure
Le Méliphage à ventre fauve (Xanthotis flaviventer) est une espèce d'oiseaux de la famille des Meliphagidae.

## Répartition
Il est répandu à travers la Nouvelle-Guinée et la péninsule du cap York.

## Habitat
Il habite les forêts humides tropicales et subtropicales de basse altitude, les mangroves et les montagnes tropicales et subtropicales.

## Sous-espèces
D'après Alan P. Peterson, 9 sous-espèces ont été décrites :
- Xanthotis flaviventer filiger (Gould) 1851 ;
- Xanthotis flaviventer flaviventer (Lesson) 1828 ;
- Xanthotis flaviventer fusciventris Salvadori 1876 ;
- Xanthotis flaviventer madaraszi (Rothschild & Hartert) 1903 ;
- Xanthotis flaviventer meyerii Salvadori 1876 ;
- Xanthotis flaviventer philemon Stresemann 1921 ;
- Xanthotis flaviventer saturatior (Rothschild & Hartert) 1903 ;
- Xanthotis flaviventer spilogaster (Ogilvie-Grant) 1896 ;
- Xanthotis flaviventer visi (Hartert) 1896.